# OMX Nordic 40
El OMX Nordic 40 (OMXN40) es un índice bursátil de la bolsa regional virtual Nordic Stock Exchange. Es un índice cotizado por el peso de las compañías que lo forman, creado el 2 de octubre de 2006, que consiste en las 40 empresas con mayor volumen de cotización de los cuatro mercados bursátiles operados por el Grupo OMX en los países nórdicos - Copenhague, Helsinki, Reikiavik y Estocolmo (aunque ninguna compañía islandesa actualmente cotiza en el índice). La base del OMX Nordic 40 es el 28 de diciembre de 2001, con un valor de 1000 puntos.

## Composición
Con la remodelación de 19 de junio de 2009 el índice se compone de las siguientes 40 compañías:
 - listado en la Bolsa de Copenhague;  - listado en la Bolsa de Helsinki;  - listado en la Bolsa de Estocolmo
| Compañía                    | País de la lista     | GICS Sector                              | Símbolo  |
| --------------------------- | -------------------- | ---------------------------------------- | -------- |
| ABB                         | Bandera de Suecia    | Maquinaria industrial                    | ABB      |
| Alfa Laval                  | Bandera de Suecia    | Maquinaria industrial                    | ALFA     |
| A.P. Møller-Mærsk (clase B) | Bandera de Dinamarca | Naviera                                  | MAERSK B |
| Assa Abloy                  | Bandera de Suecia    | Materiales de construcción               | ASSA B   |
| AstraZeneca                 | Bandera de Suecia    | Farmacéutica                             | AZN      |
| Atlas Copco (clase A)       | Bandera de Suecia    | Maquinaria industrial                    | ATCO A   |
| Carlsberg Group             | Bandera de Dinamarca | Bebidas                                  | CARL B   |
| Danske Bank                 | Bandera de Dinamarca | Banca                                    | DANSKE   |
| Electrolux                  | Bandera de Suecia    | Electrodomésticos                        | ELUX B   |
| Ericsson                    | Bandera de Suecia    | Equipos de comunicación                  | ERIC B   |
| Fortum                      | Bandera de Finlandia | Útiles eléctricos                        | FUM1V    |
| Getinge                     | Bandera de Suecia    | Equipos de salud                         | GETI B   |
| Hennes & Mauritz            | Bandera de Suecia    | Venta al por menor (ropa)                | HM B     |
| Investor                    | Bandera de Suecia    | Holding multi-sector                     | INVE B   |
| Kone                        | Bandera de Finlandia | Maquinaria industrial                    | KNEBV    |
| Metso                       | Bandera de Finlandia | Maquinaria industrial                    | MEO1V    |
| Nordea                      | [ n. 1 ]             | Banca                                    | NDA SEK  |
| Nokia                       | [ n. 2 ]             | Equipos de comunicación                  | NOK1V    |
| Novo Nordisk                | Bandera de Dinamarca | Farmacéutica                             | NOVO B   |
| Novozymes                   | Bandera de Dinamarca | Química especializada                    | NZYM B   |
| Outokumpu                   | Bandera de Finlandia | Acero                                    | OUT1V    |
| Sampo                       | Bandera de Finlandia | Aseguradora                              | SAMAS    |
| Sandvik                     | Bandera de Suecia    | Maquinaria industrial                    | SAND     |
| SCA                         | Bandera de Suecia    | Papelera                                 | SCA B    |
| SCANIA                      | Bandera de Suecia    | Maquinaria; camiones pesados             | SCV B    |
| SEB                         | Bandera de Suecia    | Banca                                    | SEB A    |
| Securitas                   | Bandera de Suecia    | Servicios profesionales                  | SECU B   |
| Skanska                     | Bandera de Suecia    | Construcción e ingeniería                | SKA B    |
| SKF                         | Bandera de Suecia    | Maquinaria industrial                    | SKF B    |
| SSAB                        | Bandera de Suecia    | Acero                                    | SSAB A   |
| Svenska Handelsbanken       | Bandera de Suecia    | Banca                                    | SHB A    |
| Stora Enso                  | [ n. 2 ]             | Papelera                                 | STERV    |
| Swedbank                    | Bandera de Suecia    | Banca                                    | SWED A   |
| Swedish Match               | Bandera de Suecia    | Tabaquera                                | SWMA     |
| Tele2                       | Bandera de Suecia    | Telecomunicaciones                       | TEL2 B   |
| TeliaSonera                 | [ n. 1 ]             | Telecomunicaciones                       | TLSN     |
| UPM                         | Bandera de Finlandia | Papelera                                 | UPM1V    |
| Volvo Group                 | Bandera de Suecia    | Maquinaria; camiones pesados; automoción | VOLV B   |
| Vestas Wind Systems         | Bandera de Dinamarca | Equipos pesados eléctricos               | VWS      |
| Wärtsilä                    | Bandera de Finlandia | Maquinaria industrial                    | WRT1V    |

Notas
1. 1 2  Primero listado en la Bolsa de Estocolmo.
2. 1 2  Primero listado en la Bolsa de Helsinki.